# Eupithecia contracta
Eupithecia contracta är en fjärilsart som beskrevs av Karl Dietze 1908. Eupithecia contracta ingår i släktet Eupithecia och familjen mätare. Inga underarter finns listade i Catalogue of Life.